# Federal Party
The Federal Party var ett politiskt parti som var aktiv i Sri Lanka under mitten på 1950-talet till 1970-talet.